# Microrégion de Boquira
 (février 2025).
Si vous disposez d'ouvrages ou d'articles de référence ou si vous connaissez des sites web de qualité traitant du thème abordé ici, merci de compléter l'article en donnant les références utiles à sa vérifiabilité et en les liant à la section « Notes et références ».
La microrégion de Boquira est l'une des huit microrégions qui subdivisent le centre-sud de l'État de Bahia au Brésil.
Elle comporte 11 municipalités qui regroupaient 184 575 habitants en 2006 pour une superficie totale de 16 917 km2.

## Municipalités[1]
- Boquira
- Botuporã
- Brotas de Macaúbas
- Caturama
- Ibipitanga
- Ibitiara
- Ipupiara
- Macaúbas
- Novo Horizonte
- Oliveira dos Brejinhos
- Tanque Novo